# 水滸伝 (北方謙三)
『水滸伝』（すいこでん）は、1999年から2005年まで5年10か月に亘って『小説すばる』（集英社刊）に連載された北方謙三の歴史小説。ファンなどからは『北方水滸』とも呼ばれる。連載時の挿絵は西のぼるが担当。第9回司馬遼太郎賞を受賞している。

## 概要
中国の四大奇書の一つとされる『水滸伝』を原典としつつも、全体を再構成し、独自の解釈と創作を加えてあるため、原典とはほぼ別物と見て過言ではない。梁山泊や宋江のモチーフがキューバ島やカストロであるとのコメントが象徴するように、全共闘世代である北方の経験や心境を投影した、革命戦記としての要素が強く漂う。
先に発表された『楊家将』や『血涙』とは舞台背景に繋がりがあり、「北方版北宋サーガ」の一つともいえる。また、公孫勝の致死軍の設定には北方版『三国志』との繋がりも見られ、また続編『楊令伝』の設定には『破軍の星』、『武王の門』などの南北朝シリーズとの繋がりが見られる。さらに、これらの南北朝シリーズは全て作品世界を共有し、『絶海にあらず』とも作品世界を共有しており、一連の北方歴史小説は一つの巨大な世界を成している。集英社から、単行本と文庫版どちらも全19巻と別冊1巻が刊行されている。
2006年10月から2010年6月まで、『小説すばる』誌上において続編『楊令伝』が連載された。また、『小説すばる』2011年12月号から『楊令伝』の続編となる『岳飛伝』の連載が開始されている。なお、本作は『楊令伝』連載終了後に北方が明かした『水滸伝』『楊令伝』『岳飛伝』の三部作からなる大水滸伝構想の第一部にあたる。

## 序盤のあらすじ
12世紀初頭の北宋末期の中国。皇帝の浪費や官僚の悪政による政治の腐敗が著しく、民の間では怨嗟の声が満ちていた。このような状況を憂いた小役人の宋江は世直しの檄文を書き記し、魯智深たち同志とともに反政府の人脈作りに勤しんでいた。一方、東渓村の保正（庄屋・名主）晁蓋もまた世直しのために盧俊義に塩の密売を行わせるなど独自の活動を行っていた。やがて二人は手を組み、梁山湖に浮かぶ盗賊の山寨を奪取、梁山泊と名づけて本格的な武力闘争へと向かっていく。

## 梁山泊の各拠点
梁山泊（りょうざんぱく）
- 元々は梁山湖に浮かぶ島にある山寨で、王倫を頭領とした賊徒の拠点だった。だが王倫は世直しを唱えながらも付近の村を襲うだけで、反対するものを処罰していたため、内部には不満がくすぶっていた。
- 天然の要害であると同時に、地方軍の管轄が複数の州にまたがっているため地方軍が連携して対応しづらいこと、そして宋の首都である開封府や重要都市である北京大名府に近い、という利点に目を付けた宋江が林冲と安道全を潜入させ、高官の賄賂を強奪してきた晁蓋と呼応して王倫を殺害、反乱の拠点として生まれ変わった。
- 中枢部である聚義庁（しゅうぎちょう）の壁には頭領の晁蓋、そして宋江をはじめとする各部署の責任者の名前を記した札が掲げられる。札には表が黒字、裏は赤字で名前が記され、死亡すると札を裏返して赤い名に変わっていく。
- 周辺には、林冲が率いる騎馬隊用の牧場や、史進が率いる遊撃隊の拠点となっている九竜寨（くりゅうさい）が設置されている。

二竜山（にりゅうざん）
- 梁山泊の東、青州に位置する拠点。当初は山賊の根城だったが、周辺の村を荒らし回っていた賊を魯智深と楊志が討伐し、楊志を頭領に担ぎ上げて宋に反旗を翻す。その直後に梁山泊と合流、重要拠点の一つとなる。
- 隣接した場所には、以前から晁蓋の同志として闇塩の道に関わっていた燕順達が根城とする清風山（せいふうざん）と、反政府の志を抱く李忠達が篭る桃花山（とうかざん）があった。秦明が総隊長に着任後、清風山と桃花山は二竜山に組み込まれ、三山とその周辺を併せて二竜山と総称するようになる。
- 募兵の入口であり、梁山泊入りを希望する者は二竜山を訪れ、選別と調練を経てから各軍へと配属される。後に解珍が配属されてからは物品の生産拠点にもなっていく。

 双頭山（そうとうざん）
- 梁山泊の北に位置する拠点で、春風山（しゅんぷうざん）と秋風山（しゅうふうざん）の2つの山と中間に位置する山寨で構成されている。官軍を離脱した朱仝と雷横が旗揚げした。北への闇塩の道とそれに関わる柴進の屋敷が近いため、闇塩関連で公孫勝率いる致死軍（ちしぐん）や、劉唐率いる飛竜軍（ひりゅうぐん）が滞在することも多い。北と西の募兵や遼との貿易も担当している。

 流花寨（りゅうかさい）
- 祝家荘との戦いの後に建設した要塞。梁山泊の西、五丈河の沿岸に位置する。上流には宋の首都たる開封府が存在しており、梁山泊防衛の第一線であると同時に、きたるべき首都攻略の前線基地としての役割も兼ねている。ただし、流花寨が敵の手に落ちれば梁山泊攻略の前線基地となる危険性も孕んでいる。
- 呉用の肝煎りで建設が進められ、完成後は花栄が総司令官として着任する。宋にとっては喉元に刃を突きつけられたも同然であり、完成直後から官軍の猛攻を受ける。

## エピソード
- 集英社の雑誌『BJ魂』に漫画版が連載されていたことがある（作画は井上紀良）。
- 死亡したら名札が赤い字に変化するというアイディアを考えたとき、最初は気に入っていたが、後半で戦死者が続出すると裏返すのが辛くなり、何故こんなアイディアを考えたのか後悔したという。
- 晁蓋と108人には原典同様に綽名がついているが、当初はわかりやすい綽名だけ使おうと考えていたため、綽名が無いまま戦死した者もいた。しかし読者から綽名をつけて欲しいという要望が多かったため、結局全員につけられた（そのため物語後半の登場人物紹介は急激に綽名が増えている）。これら上記の詳細は別巻『替天行道』で語られている。

## 登場人物ネタバレ
- 百八星には中盤から戦死者が続出するが、童威や楽和のように原典通り生き残る者もいれば、逆に史進や白勝のように原典で死亡したキャラクターが生き残るケースもある。
- 各章のタイトルは百八星の宿星にちなんでいる（天魁の星、地傑の星など）が、章タイトルに宿星が使われたキャラクターから戦死する。逆に言えば、タイトルに使われていない者はまだ死なないというわけである。
- 当初の構想では阮小五が呉用に代わる梁山泊全軍の軍師として活躍するはずだったが、戦死してしまった。作者自身「書いているうちにそうなった」と予想外だったらしく、その代役に宣賛を充てることになった。
- 鄭天寿は作中での無意味な死に様から「水滸伝一の犬死」と編集者に言われた。作者は無駄死にではなかったという旨のコメントをしている。

## やつら
『岳飛伝』単行本刊行と前後して開設された『北方謙三 大水滸シリーズ』公式サイトにて不定期連載されている短編シリーズ（2012年11月時点で第5回）。著者と既に死亡した登場人物が語り合い、彼らの問いに著者が答える。
- 第1回 林冲
- 第2回 魯達（魯智深）
- 第3回 楽和
- 第4回 丁得孫
- 第5回 凌振
- 第6回 朱貴
- 第7回 石勇
- 第8回 時遷
- 第9回 扈三娘
- 第10回 王英
- 第11回 鄒潤
- 第12回 張横
- 第13回 李袞
- 第14回 童威
- 第15回 皇甫端

## 書籍情報
単行本と文庫版、どちらも全19巻と別巻が刊行されている（下記の情報は文庫版）。文庫版は、単行本の内容に加筆修正が施されている。
- 第1巻　 曙光の章　ISBN 4-08-746086-X
- 第2巻　 替天の章　ISBN 4-08-746094-0
- 第3巻　 輪舞の章　ISBN 4-08-746103-3
- 第4巻　 道蛇の章　ISBN 978-4-08-746114-5
- 第5巻　 玄武の章　ISBN 978-4-08-746124-4
- 第6巻　 風塵の章　ISBN 978-4-08-746133-6
- 第7巻　 烈火の章　ISBN 978-4-08-746144-2
- 第8巻　 青龍の章　ISBN 978-4-08-746155-8
- 第9巻　 嵐翠の章　ISBN 978-4-08-746164-0
- 第10巻　濁流の章　ISBN 978-4-08-746185-5
- 第11巻　天地の章　ISBN 978-4-08-746197-8
- 第12巻　炳乎の章　ISBN 978-4-08-746208-1
- 第13巻　白虎の章　ISBN 978-4-08-746220-3
- 第14巻　爪牙の章　ISBN 978-4-08-746229-6
- 第15巻　折戟の章　ISBN 978-4-08-746239-5
- 第16巻　馳驟の章　ISBN 978-4-08-746251-7
- 第17巻　朱雀の章　ISBN 978-4-08-746261-6
- 第18巻　乾坤の章　ISBN 978-4-08-746272-2
- 第19巻　旌旗の章　ISBN 978-4-08-746282-1
- 別巻　　北方水滸伝読本－替天行道－（対談や人物辞典を収録）ISBN 4-08-775352-2

- 北方謙三の『水滸伝』ノート　（NHK出版　生活人新書300）　2009年9月　ISBN 978-4-14-088300-6

## ラジオ朗読番組
2011年4月から2017年6月まで、九州朝日放送とスバルプランニングの製作により、毎週月-金曜6:00-6:10に朗読番組「ミヤリサン製薬プレゼンツ 北方謙三 水滸伝」と題してKBCラジオにて放送されていた。協賛・提供ミヤリサン製薬（ただしCMは放送されず、提供読みもなく、エンディングは「「ミヤリサン製薬プレゼンツ　北方謙三 水滸伝」、次回もお楽しみに。」で終わる）。KBCと帯番組として同日ネットをしていたSTVラジオ、SBCは2017年6月30日で終了。7月3日以降は傑作選として放送されたが、傑作選も2017年12月30日で終了した。KBCは帯番組10分とTBCを除く協賛スポンサーなしの地域向けに放送される30分バージョン（拡大版）の2本立てである。2017年2月よりaudiobook.jp（オトバンク）にて音源が、順次データ配信されている。
2021年8月29日をもって30分バージョンも終了した。

### ネット局
- KBCラジオ　毎週月-金曜6:00-6:10　拡大版（1週間のあらすじをまとめたもの）毎週日曜原則22:00-22:30
- STVラジオ　毎週月-金曜5:20-5:30
- 信越放送　毎週月-金曜18:15-18:25

ただし、以下はスポンサーがつかない局
- tbcラジオ　毎週月-金曜5:15-5:25（2014年4月-2015年3月までは毎週日曜23:00-23:30、それ以前は毎週日曜23:30-24:00に放送）
- BSNラジオ　毎週日曜22:30-23:00（上記ネット局とは別に、ローカルスポンサーとしてBSNアナウンサーによるミヤリサン製薬の提供読み並びに、1話目と２話目の間に20秒CM1本が放送される）
- KNBラジオ　毎週日曜5:00-5:30
- RSKラジオ　毎週日曜23:30-24:00（2022年7月現在）
- RBCiラジオ　毎週土曜7:00-7:30（2021年11月現在、毎週日曜23:30 - 24:00にRBC独自に再放送を続行）

### 朗読
- 横尾まり
- 野島裕史
- 石橋凌（語り手）

### 受賞
- 第23回日本民間放送連盟賞「九州・沖縄地区審査会　ラジオエンタテインメント番組部門」最優秀賞（2011年）

## オーディオブック
audiobook.jp（オトバンク）配信
ラジオ朗読番組の音源を使用して、2017年2月8日から2020年11月4日にかけて全19巻が順次、データ配信されている。
Audible（Audible Inc.）配信
松平定知の朗読で、2020年1月31日から順次、データ配信されている。2021年2月現在で第10巻。

## テレビドラマ
『北方謙三 水滸伝』のタイトルで、2026年にWOWOWで放送予定。
2020年12月、WOWOWで本作の実写ドラマ化プロジェクトが発表された。2024年9月12日に制作することが決まり、主演に織田裕二を迎えることも発表された。

### キャスト
宋江
演 - 織田裕二
晁蓋
演 - 反町隆史

### スタッフ
- 原作：北方謙三『水滸伝』（集英社文庫刊）
- 監督：若松節朗、村谷嘉則、佐藤さやか
- 脚本：藤沢文翁
- エグゼクティブプロデューサー：西憲彦（WOWOW）
- プロデューサー：大原康明（WOWOW）、古屋厚（ROBOT）、森安彩（共同テレビジョン）
- 制作プロダクション：ROBOT
- 製作著作：WOWOW